# GUILTY GEAR X
『GUILTY GEAR X [BY YOUR SIDE]』（ギルティギア ゼクス バイ・ユア・サイド）は、サミー（経営統合後はセガ〈後のセガ・インタラクティブ〉に移管）が2000年に発売したアーケードゲーム。ジャンルは対戦型格闘ゲーム。使用基板はNAOMI。開発はアークシステムワークス。
『GUILTY GEARシリーズ』2番目の作品であり『GUILTY GEAR XX』と合わせてアーケードでの展開は「ゼクスシリーズ」と括られる。2007年に発売された家庭用ゲーム『GUILTY GEAR 2 OVERTURE』では本作から5年後の世界が描かれている。
サブタイトル『BY YOUR SIDE』はハードロックジャムバンド、ブラック・クロウズが1999年にリリースした同名のアルバムに由来する。

## 概要
プレイステーション専用で発売された対戦型格闘ゲームである『GUILTY GEAR』の続編・アーケードゲーム版として製作された作品。個性的な容姿や性能を持つ14人のキャラクター、NAOMIの性能を生かしたセル画による明細なキャラグラフィックや派手なエフェクト、家庭用版を洗練した多彩なゲームシステムが搭載され、カプコンとSNKの作品が中心であったアーケードの2Dの対戦型格闘ゲームに新たなムーブメントを起こした。

### テクニック
本作には足払いフォルトレスディフェンスキャンセル（通称フォルキャン）というテクニックがある。内容は足払いの出始め2フレーム（1フレームは約1/60秒）はフォルトレスディフェンスでキャンセルできるということを利用し、「足払いにガトリングコンビネーションできる通常技→足払い→フォルトレスでキャンセル」とすることで通常技の硬直をほぼ0にするというもの（成功すると足払いのモーションが一瞬で中断される）。これを活かし、「通常技フォルキャン→ダッシュ通常技フォルキャン…」と繋いで半永久的に連続技を決めることが出来る。このテクニックは後の『GUILTY GEAR XX』の家庭用でも一部モードで再現されている。
テンションゲージ
画面の下に表示されているゲージ。このゲージを使って覚醒必殺技やロマンキャンセルなどを使用することができる。ゲージは、プレイヤーが積極的な戦いを進めることによって上昇、消極的な行動を取ると減少するようになっている。また、ゲージの増加速度は各キャラクターによって異なる。
ガードゲージ
相手の攻撃をガードすることでゲージが増加していき、増加した量に応じて防御力が下がってしまい、通常より受けるダメージが多くなる。また、ゲージが点滅している時に攻撃を喰らうと、のけぞり時間が長くなる。
| テンションゲージの増減 | テンションゲージの増減         |
| ---------------------- | ------------------------------ |
| ゲージが増加する行動   | ゲージが減少する行動           |
| 相手に向かって歩く     | 相手から後退する               |
| ダッシュで接近する     | バックステップする             |
| 空中ダッシュで接近     | 空中バックダッシュ             |
| 前方にジャンプする     | 後方にジャンプする             |
| 攻撃をヒットさせる     | 一定時間、相手に攻撃を当てない |
| 直前ガードする         | 画面端に一定時間とどまる       |

## キャラクター
- ソル＝バッドガイ
- カイ＝キスク
- メイ
- ミリア＝レイジ
- アクセル＝ロウ
- ザトー＝ONE
- ポチョムキン
- チップ＝ザナフ
- ファウスト
- 梅喧
- ジョニー
- 蔵土縁紗夢
- 御津闇慈
- ヴェノム
- テスタメント（中ボス、後にプレイヤーキャラクターとして使用可能に）
- ディズィー（最終ボス、後にプレイヤーキャラクターとして使用可能に）
- クリフ＝アンダーソン（PS2版のみ）
- ジャスティス（PS2版のみ）

## ストーリーとその結末
ジャスティスが倒されてから1年後。とある国で「人に危害を加えないギアが現れる」と言う情報が流れた。カイはそれを確かめる為、そのギアがいると言われている「悪魔の住む地」と呼ばれる森へ向かう。
そこにいたのは、人間とギアの間に生まれたハーフの少女・ディズィーであった。カイは戦いを挑むが圧倒的な力の前に敗北する。
その後ギアを狩る目的で来たソルもディズィーと戦い、勝利したものの、ソルはディズィーに止めを刺さずその場を後にした。その後空賊のジェリーフィッシュ快賊団のリーダー・ジョニーがディズィー保護の為に彼女を快賊団へと迎え入れた。
その事を知ったカイとツェップのガブリエル大統領はこれを黙認、500万ワールド$の賞金目当てでディズィーの元へ来た紗夢は「自分が例のギアを倒した」事にして賞金を獲得し、記録上ディズィーは存在しない事となった。

## 基板バージョンによる差異
- 初期バージョンの基板には大会モード（1試合でゲームオーバーになるモード）がない。
- ミリアのジャンプHSの縦の攻撃範囲が無限になるバグ（通称「バグミリア」）がある。
- 新バージョンの基板は上記の問題が修正されたバージョンで、サミーズカップ予選店舗への貸し出しや、店舗側からの要求による交換以外では流通しなかった。
- 家庭用は新バージョンをベースに作られており、「バグミリア」は発生しない。

## 家庭用
- 2000年12月14日 - ドリームキャスト版が発売。販売本数は131,761本[2]。
- 2001年
  - 11月10日 - PC（Windows）版が発売。
  - 11月29日 - プレイステーション2版『GUILTY GEAR X PLUS』（ギルティギア ゼクス プラス）として発売。ストーリーモードなどが用意されている。
- 2002年1月25日 - ゲームボーイアドバンス版『GUILTY GEAR X ADVANCE EDITION』[3]（ギルティギア ゼクス アドバンス エディション）として発売。オリジナル必殺技や3対3といったチーム戦を楽しめる。

エグゼクティブディレクターでもある石渡太輔は、アーケード版には関わるが、コンシューマ版はほぼノータッチである。

### ドリームキャスト版トレーニングモードのバグ
- ガードバランスゲージをマイナスの状態で「ポチョムキンバスター」などを決めると体力ゲージが回復してしまう。

(トレーニングモード限定ではなく、通常でもわざと受け身を取らずにガードバランスゲージを低下させた状態でヘブンリーポチョムキンバスターを受けると同じ現象が起こる)
- ジャンプ中にトレーニングを初期状態に戻したあと、チップのレバー入れKやアクセルの「陽舞」を出すと軌道が低くなる。

## GUILTY GEAR X ver1.5
『GUILTY GEAR X ver1.5』（ギルティギア ゼクス バージョンワンポイントファイブ）は2003年にアーケードで登場した。この作品は『GUILTY GEAR X』の廉価版としてATOMISWAVEで発表されたが、日本国内では既に『GUILTY GEAR XX』が稼動しており、ATOMISWAVE基板を日本国外の市場に普及させるのが目的だった為、日本国内では正式に発売される事はなかった作品である（ROMデータ内に日本版のデータも入っているので、基板上の設定次第では日本語表記で稼動出来る）。ゲーム自体は『GUILTY GEAR X』の家庭用を元に『GUILTY GEAR XX』から追加された必殺技の一部を使用可能にしてバランスを再調整した内容となっており、テスタメント及び、ディズィーはデフォルトで使用可能になっている。なお難易度は『GUILTY GEAR X』より若干高めに調整されている。